# Власова, Анастасия Алексеевна
Анастасия Алексеевна Власова (род. 7 марта 1991, Выльгорт, Коми АССР) — российская лыжница, чемпионка России. Мастер спорта России.

## Биография
Занималась лыжным спортом в Выльгортской школе № 1 и СШОР г. Ухта. Тренеры — Сергей Анатольевич Лыткин, В. А. Стрепнев. На внутренних соревнованиях представляет Республику Коми и параллельным зачётом Сахалинскую область. Специализируется в спринте.
На уровне чемпионата России стала чемпионкой в 2018 году в гонке на 50 км, в 2019 году в эстафете; бронзовым призёром в 2016 году в командном спринте и в 2018 году в эстафете. Становилась призёром этапов Кубка России, призёром чемпионата федерального округа.
Участница Всемирной Универсиады 2015 года в Штрбске Плесо, Словакия, где заняла седьмое место в гонке на 5 км и 23-е — в гонке на 15 км.